# わすれもの3
『わすれもの3』は、2013年7月7日にリリースされた三野姫のアルバムである。

## 解説
- 三野姫の3枚目のオリジナル・アルバム

## 収録曲
| 全編曲: 三野姫。 |                                          |      |      |
| #                | タイトル                                 | 作詞 | 作曲 |
| 1.               | 「恋する女たち」                         |      |      |
| 2.               | 「ダメ男ラプソディ」                     |      |      |
| 3.               | 「ヘヘヘイ」                             |      |      |
| 4.               | 「ガパオ（放談）」(トーク)               |      |      |
| 5.               | 「インスト」                             |      |      |
| 6.               | 「家に行こう」                           |      |      |
| 7.               | 「どんぶりコロコロ」                     |      |      |
| 8.               | 「勝手にチェッカーズ」                   |      |      |
| 9.               | 「マネージャーの引越し（放談）」(トーク) |      |      |
| 10.              | 「ダンディン・ダン」                     |      |      |
| 11.              | 「夜のどうぶつ園」                       |      |      |

## 楽曲解説
1. 恋する女たち
2. ダメ男ラプソディ
3. ヘヘヘイ
4. ガパオ（放談）
トーク
5. インスト
6. 家に行こう
7. どんぶりコロコロ
8. 勝手にチェッカーズ
9. マネージャーの引越し（放談）
トーク
10. ダンディン・ダン
11. 夜のどうぶつ園